# Терещук, Владимир Григорьевич
Владимир Григорьевич Терещук (10 января 1940, Канск, Красноярский край — 18 августа 2014) — российский государственный, партийный и хозяйственный деятель, в 1977—1984 первый секретарь Ачинского горкома КПСС. Депутат Верховного Совета РСФСР. Почётный строитель России.
Окончил отделение ПГС Канского политехнического техникума и Красноярский политехнический институт.
- 1960—1974 монтажник, мастер, прораб, начальник участка, главный инженер, начальник управления СУ-12 треста «Красноярскжилстрой-1» Главкрасноярскстроя.
- 1974—1977 инструктор, зам. зав. отделом строительства Красноярского крайкома КПСС.
- 1977—1984 первый секретарь Ачинского горкома КПСС.
- 1984—1987 начальник Главкрасноярскстроя.
- 1987—1990 заместитель министра жилищного и гражданского строительства РСФСР.
- 1991—1998 председатель Красноярского краевого комитета по занятости населения.
- 1998—2001 заместитель управляющего делами по строительству администрации Красноярского края.

Депутат Верховного Совета РСФСР (1985—1990).
Делегат XXVII съезда КПСС.
Награждён орденом Дружбы народов, медалями. Почётный строитель России.